# Річард Олні
Річард Олні (англ. Richard Olney; 15 вересня 1835 — 8 квітня 1917) — американський політик-демократ, 34-й Держсекретар США і 40-й Генеральний прокурор США.

## Біографія
Олні народився в заможній родині з Оксфорда, Массачусетс. Через деякий час він разом з батьками переїхав до Луїсвілл, Кентуккі, де вони жили до його семиріччя, після чого повернулися назад в Оксфорд. Тоді ж його відправили вчитися в Лестерський академію.
Закінчивши її, він вступив в Браунський університет, де в 1856 отримав вищу освіту. Далі він вчився в Гарвардській школі права, де отримав ступінь бакалавра (1858). У 1859 був прийнятий в колегію адвокатів. Незабаром почав практику як адвокат у Бостоні, набуваючи репутацію в справах за заповітами і трастів.
У 1861 Олні одружився з Агнес Парк Томас.
У 1874 був членом спочатку ради Західного Роксбері, а потім Палати представників Массачусетса, куди відмовився переобиратися, так як хотів і далі займатися адвокатською практикою. У 1876 році тесть Олні, також адвокат, передав йому свої справи, в яких брали участь багаті сім'ї Бостона. У 1880-х Олні працював юрисконсультом в Chicago, Milwaukee, St. Paul and Pacific Railroad.
У березні 1893 Олні був призначений президентом Гровером Клівлендом на пост Генерального прокурора США. Першою метою його на цій посаді було зведення нанівець політичних рухів робітників.
Незабаром після призначення Олні його колишній колега з Chicago, Milwaukee, St. Paul and Pacific Railroad натякав на скасування нещодавно створеної Комісії Міждержавної торгівлі, на що Олні відповів рішучою відмовою.
Під час Пуллманского страйку 1894 року Олні юридичними методами намагався залагодити ситуацію. Також їм було видано наказ, згідно з яким окружні прокурори повинні були негайно почати пошуки Юджина Дебса і інших лідерів робітничого руху. Було надіслано близько 150 чоловік зі Служби маршалів США. Бачачи, що його заходи приносять мало результату, Річард Олні попросив Гровера Клівленда ввести федеральні війська в Чикаго, щоб погасити вогнища страйку.
Через деякий час після смерті Уолтера Грішама Гровер Клівленд призначив Олні Держсекретарем США. На цій посаді намагався вирішити конфлікт Великої Британії і Венесуели щодо кордонів Гаяни.
Вийшов у відставку після закінчення терміну Гровера Клівленда.
Відразу ж після вступу на посаду, в тому 1913 року президент Вудро Вільсон запропонував Річарду Олні стати послом США у Великій Британії, але він відмовився. У травні 1914 від Вудро Вільсона знову надійшла пропозиція, на цей він хотів призначити Олні в Федеральне резервне управління. Воно також було відхилено.
Помер Річард Олні в Бостоні 8 квітня 1917 року.